# Galyani Vadhana

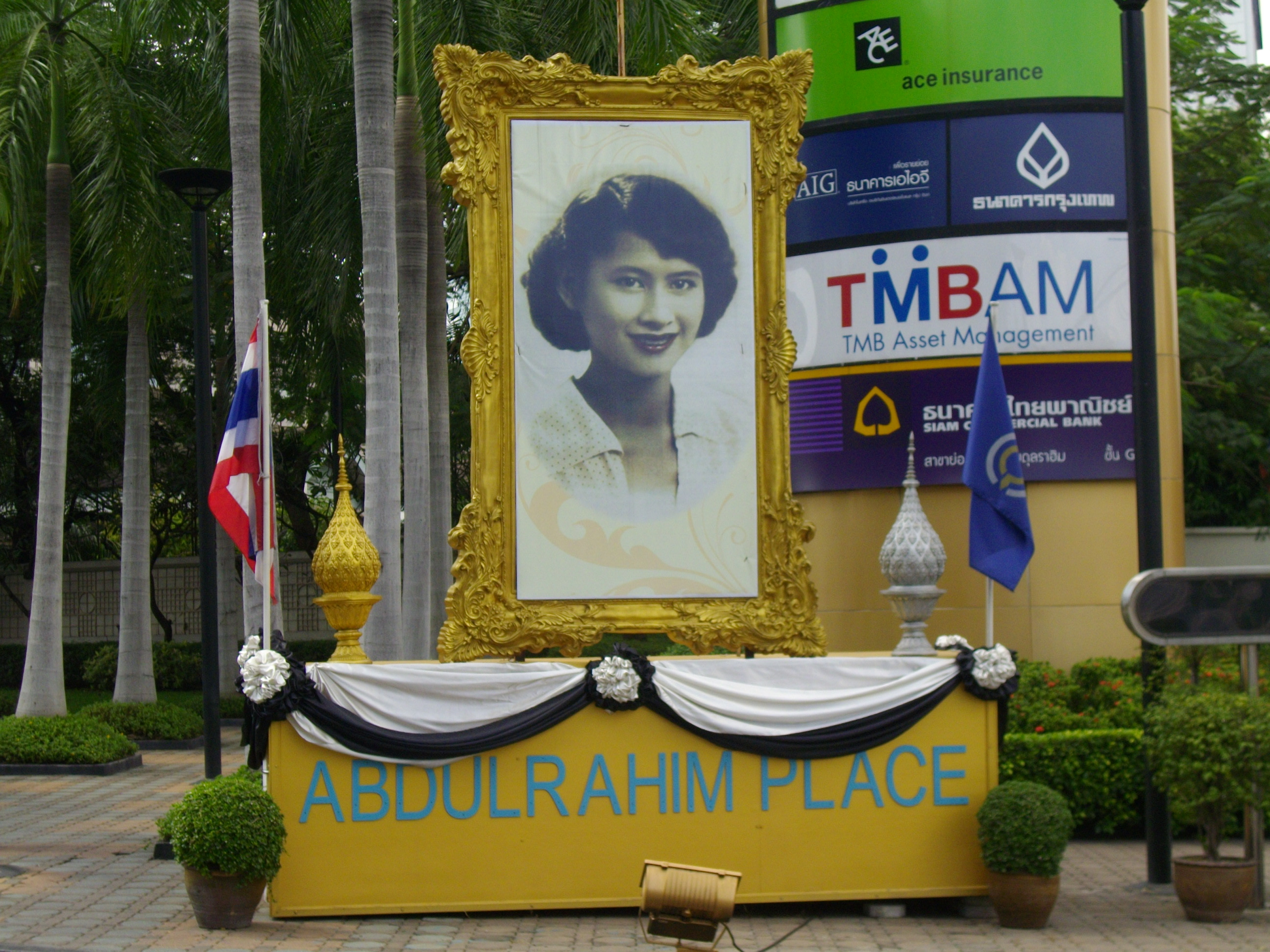
Galyani Vadhana

Galyani Vadhana (Thai: กัลยาณิวัฒนา, Kanlayani Watthana) (Londen, 6 mei 1923 - Bangkok, 2 januari 2008) was een lid van het Thaise koninklijk huis. 
Haar volledige naam luidt 'Sandej Phra Chao Pheenang Ther Chao Fa Galyani Vadhana Kromma Luang Narathiwat'. 
Vrij vertaald betekent dit 'Hare Koninklijke Hoogheid Prinses Galyani Vadhana, Prinses van Narathiwat'. Ze was prinses en de oudere zus van de Thaise koning Bhumibol. 
Galyani was de oudste van drie kinderen van prins Mahidol Adulyadej en zijn echtgenote Miss Sangwal Talabhat (later prinses Srinagarindra genoemd, de Prinses-Moeder), die niet van koninklijke of edele afkomst was maar een burgervrouw. Na de dood van prins Mahidol in 1929 ontstond een politiek instabiele situatie in Thailand die in 1932 resulteerde in het instellen van een constitutionele monarchie. Om haar kinderen tegen de instabiele situatie te beschermen, emigreerde de moeder van Galyani met haar dochter en twee zoons, Ananda en Bhumibol, in 1933 naar Lausanne in Zwitserland. Maar ook daar was het gezin niet geheel van de situatie in Thailand verlost. In 1934 deed koning Rama VII afstand van de troon en werd Galyani's oudste broer prins Ananda tot koning benoemd. Galyani Vadhana heeft een groot deel van haar leven in Zwitserland doorgebracht.
In de Tweede Wereldoorlog trouwde Galyani in Zwitserland met de Thaise kolonel Aram Rattakun Serireangrit, die in Zwitserland was gestationeerd. Het paar had één dochter, Thanpuying Dasna Valaya Ratanakul Serireungriddhi (later Sorasongkram), geboren in 1945 in Zwitserland. Het huwelijk hield een tijd stand, maar toch gingen de twee uit elkaar. In 1969 hertrouwde Galyani met prins Varananda Bhavaj. Na zijn dood in 1990 is Galyani niet meer hertrouwd. 
Galyani's broer en troonopvolger Ananda werd in 1946 doodgeschoten aangetroffen toen hij in Thailand verbleef. Hij werd opgevolgd door zijn jongere broer Bhumibol, die de langst regerende vorst ter wereld is geworden. 

## Werkzaamheden
Galyani Vadhana was een geliefd lid van het koninklijk huis en werd door de Thaise bevolking op handen gedragen. Ze was maatschappelijk erg betrokken. 
Ze reisde veel, sprak vijf talen vloeiend en had een grote voorliefde voor de Franse taal en cultuur. Deze taal doceerde ze op verschillende Thaise universiteiten, 
waarbij ze zich ook ging toeleggen op de Franse literatuur. Ze was daarnaast erg geïnteresseerd in kunst. 
Voor de Thaise bevolking deed ze veel in de vorm van vrijwilligerswerk. Ze hielp mee in ziekenhuizen en verpleeghuizen en wilde zo dicht mogelijk bij het volk staan.

## Overlijden

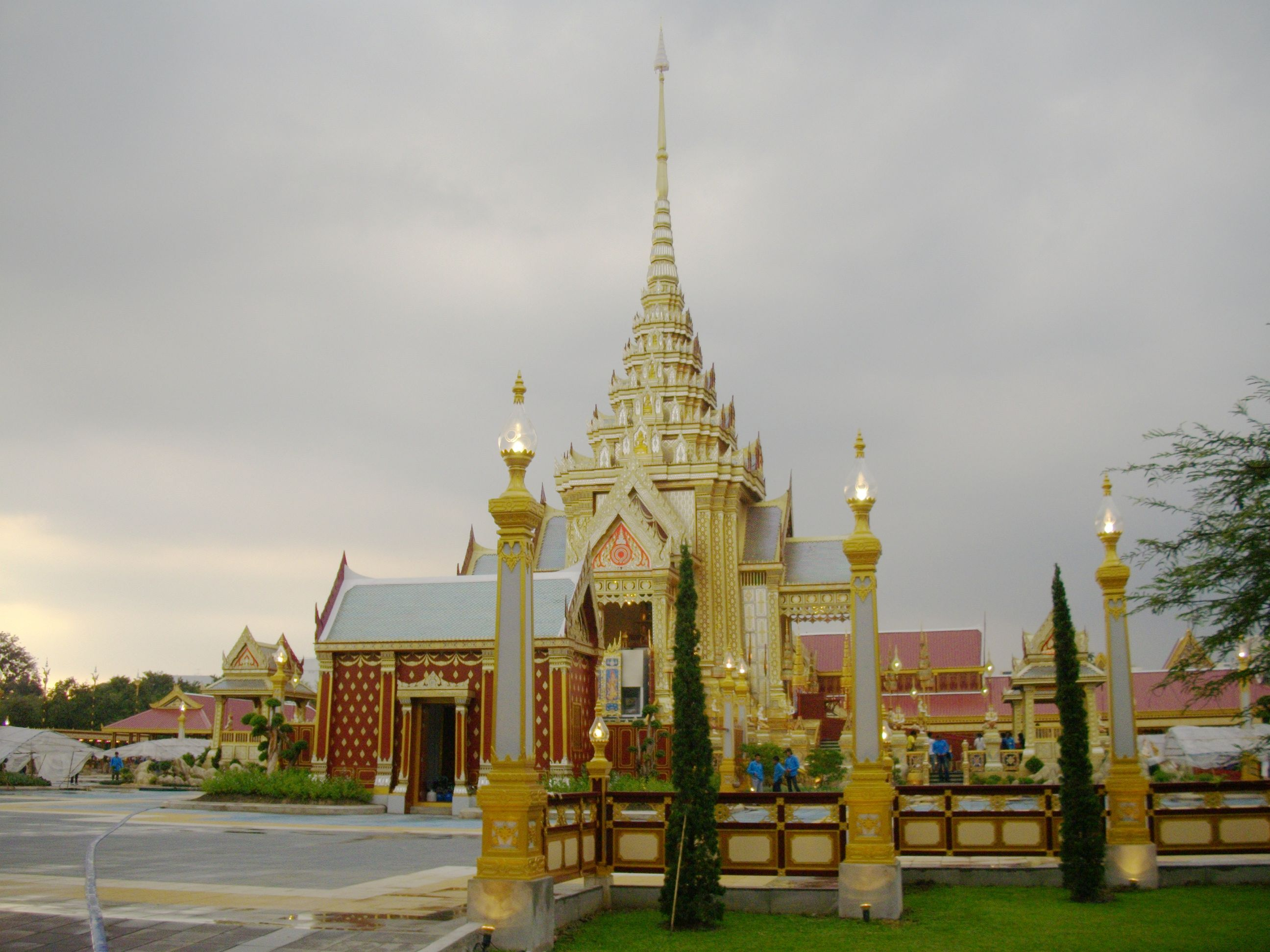
Het crematorium

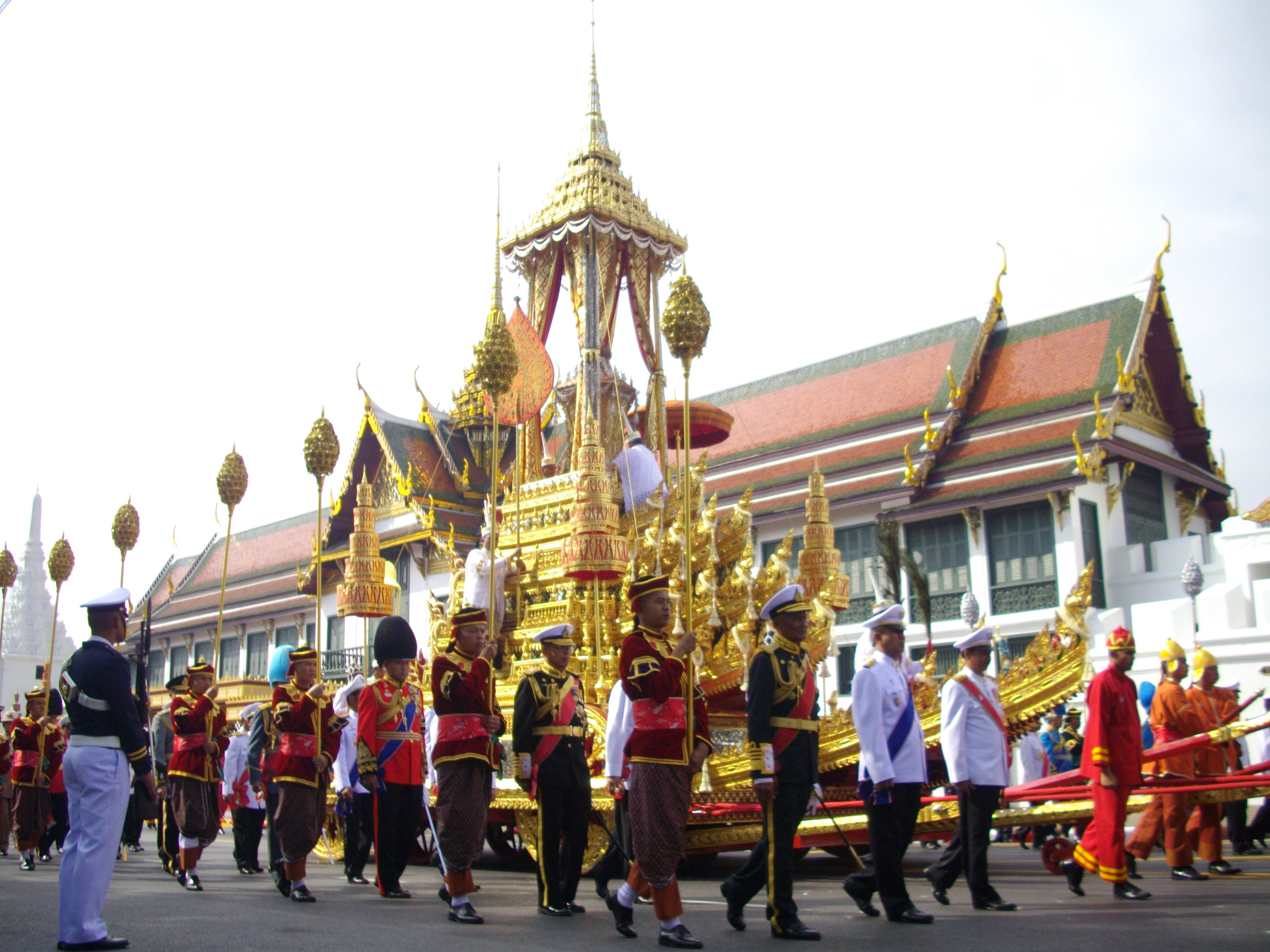
De processie van HKH Princess Galyani Vadhana's koninklijke urn

Op 2 januari 2008 overleed de prinses aan de gevolgen van kanker. Haar overlijden maakte een diepe indruk op de Thaise bevolking. Persconferenties van politici naar aanleiding van de verkiezingen in deze periode werden afgeblazen en alle nieuwslezers presenteerden in het zwart gekleed toen haar overlijden werd bekendgemaakt. 
Het Thais koninklijk huis had een rouwperiode van 100 dagen ingevoerd en op alle overheidsgebouwen hing de vlag halfstok. Ambtenaren werd verplicht twee weken lang zwarte kleding naar hun werk te dragen.
Op 15 november 2008 vond de crematie plaats in een voor deze gelegenheid gebouwd crematorium op het plein Sanam Luang in het centrum van Bangkok.